# Lago Ortiz Basualdo
Lago Ortiz Basualdo är en sjö i Argentina.   Den ligger i provinsen Neuquén, i den sydvästra delen av landet, 1 400 km sydväst om huvudstaden Buenos Aires. Lago Ortiz Basualdo ligger 1 118 meter över havet. Arean är 2,2 kvadratkilometer. Den sträcker sig 2,0 kilometer i nord-sydlig riktning, och 2,8 kilometer i öst-västlig riktning.
I omgivningarna runt Lago Ortiz Basualdo växer i huvudsak blandskog. Runt Lago Ortiz Basualdo är det glesbefolkat, med 13 invånare per kvadratkilometer.